# قبة ألفا السماوية
القبة السماوية ألفا (بالإسبانية: Planetario Alfa) هي عبارة عن قبة فلكية تقع في مونتيري، نويفو ليون، المكسيك. تم إنشاء هذه القبة من قبل ألفا (المكسيك) في عام 1978 لتعزيز العلوم والتكنولوجيا في أمريكا اللاتينية. تضمنت متحفًا تفاعليًا للعلوم، وسينما نظام آيماكس، وطيورًا ومنطقة للمعارض والأحداث المؤقتة. كانت القبة السماوية ألفا من أكثر المراكز الثقافية زيارة في المكسيك. بينما كان تركيزها الأساسي على العلم، كان بها أيضًا بعض القطع الفنية.